# Courtney Hurley
Courtney Hurley (Houston, 30 de setembro de 1990) é uma esgrimista norte-americana que conquistou uma medalha de bronze nos Jogos de Olímpicos de Londres de 2012, na competição de espada por equipes, com suas compatriotas Kelley Hurley, Maya Lawrence, Susie Scanlan. Courtney é irmã da também esgrimista Kelley Hurley.